# Хижак (персонаж)
Хижак (англ. Predator) — фантастичний іншопланетний вид з усесвіту фільму «Хижак» та його продовжень.

## Основні фільми про Хижака

### Хижак
Фільм розповідає про приліт на Землю прибульця задля ловів на людей. Він стикається в джунглях Центральної Америки з елітним військовим загоном, що веде боротьбу з повстанцями. Хижак убиває кілька супротивників, але йому не вдається завершити розпочате й він гине, підірвавши себе.

### Хижак 2
Фільм розповідає про прибуття Хижака до Лос-Анжелеса у 1997 році, через 10 років після подій у Гватемалі, зображених у першому фільмі франшизи. Космічний прибулець цього разу бере участь у війні поліції і кримінальних угрупувань, винищуючи обидві сторони. Офіцер поліції перемагає небезпечного супротивника у двобої і з'ясовує, що ці прибульці полюють на Землі протягом століть.

### Чужий проти Хижака 2004
Фільм розповідає про висадку експедиції вчених під патронатом мільярдера Ч. Б. Вейланда на антарктичному острові Буве з метою дослідження загадкової піраміди, яка поєднує елементи кількох культур (єгипетської, кхмерської, ацтекської). Споруда насправді є місцем, де раса Хижаків проводить обряд ініціації через полювання на Ксеноморфів (Чужих). Саме цього року він має проводитись і люди опиняються поміж двох смертельних ворогів, намагаючись вибратись звідси живими.

### Чужі проти Хижака: Реквієм 2007
Корабель Хижаків падає у лісі коло Ганнісона, штат Колорадо. Прибульці атаковані гібридом Хижака і Чужого (англ. Predalien), а після аварії Чужі вибираються назовні і атакують місто. На Землю прилітає Хижак задля знищення Чужих і слідів перебування тут корабля своєї раси. Внаслідок боротьби прибульців та людей місто знищується, а живими лишаються лише 4 мешканців із 5776.

### Хижаки
У фільмі розповідається про групу людей, яких іншопланетяни висадили на своїй планеті як чергову мисливську здобич. Проте вони виявились спроможними дати відсіч. Однак більша частина їх все ж гине у протистоянні.

### Хижак 2018
Група військових під час таємної операції в Мексиці стає свідками падіння інопланетного літального апарата, але сліди катастрофи намагається приховати якась урядова організація. Снайпер групи встигає надіслати додому поштою кілька зразків амуніції прибульця, перед тим як його затримують. Його син-аутист стає ключовою постаттю в сутичці з Хижаками, оскільки хлопчик уміє неймовірно швидко вчити мови і, судячи з усього, зможе зрозуміти прибульців.

### Здобич
Дія фільму відбувається 1719 року у Північній Америці. Головна героїня — жінка з племені команчі, яка хоче стати воїном. Вона стикається з Хижаком, що вперше опинився на Землі, і вступає з ним у боротьбу.

### Хижак: Вбивця вбивць
У центрі сюжету — долі трьох найжорстокіших вбивць, відомих в історії людства.
Перша історія присвячена жінці-вікінгу, яка розповідає своєму синові про загадкове чудовисько, що знищує все живе на своєму шляху.
Друга новела переносить нас у феодальну Японію, де ніндзя готовий піти на крайні заходи, аби усунути свого брата-самурая в боротьбі за право успадкування.
Третя частина оповідає про льотчика часів Другої світової війни, який стикається із загадковою невидимою загрозою в небі, що загрожує його союзникам.

### Хижак: Дикі землі
У майбутньому на віддаленій планеті молодий Хижак, вигнанець свого клану, знаходить союзника в особі Тії і вирушає в подорож на пошуки головного супротивника.

## Актори
- Хижак (1987) — Мисливець джунглів (Кевін Пітер Холл);
- Хижак 2 (1990) — Мисливець міста (Кевін Пітер Холл);
- Чужий проти Хижака (2004) — Шрам, Косар, Кельтський (усіх трьох зіграв Ієн Вайт);
- Чужий проти Хижака реквієм (2007) — Вовк (Ієн Вайт);
- Хижаки (2010)— Берсеркер, Фальконер (Браян Стіл); Трекер, класичний Хижак (Дерек Мірс);
- Хижак (2018) - Втікач (Браян Прайс);
- Здобич (2022) - Дикун (Дейн Дайлігро);
- Хижак: Дикі землі (2025) - Дек (Дімітріус Колоаматангі);